# Tell Me What We're Gonna Do Now
Tell Me What We're Gonna Do Now (lett. "dimmi cosa faremo adesso") è il secondo singolo ad essere estratto dal terzo album di Joss Stone, Introducing Joss Stone, del 2007. Il brano è stato scritto dalla Stone e da Alonzo Stevenson detto "Novel", Tony Reyes e Lonnie Lynn detta "Common". Pubblicata nel luglio 2007, la canzone è cantata da Common nella sua parte hip hop.

## Il video
Joss Stone è entrata Guinness dei primati discografici, in quanto la prima donna ad aver devoluto gli incassi della vendita online del video ad un'associazione che aiuta donne e bambini africani malati di AIDS. Il video girato da Sanaa Hamri, è stato trasmesso in anteprima il 7 maggio.

## Tracce
British CD single
1. "Tell Me What We're Gonna Do Now" (Album Version featuring Common) – 4:22
2. "Music" (Live from the Bowery Ballroom) – 4:20

American CD maxi single
1. "Tell Me What We're Gonna Do Now" (Album Version featuring Common) – 4:22
2. "Tell Me 'Bout It" (Live from the Bowery Ballroom) – 5:20
3. "What Were We Thinking" (Live from the Bowery Ballroom) – 5:25

American promo CD single
1. "Tell Me What We're Gonna Do Now" (Radio Edit, No Rap) – 3:40
2. "Tell Me What We're Gonna Do Now" (Radio Edit featuring Common) – 3:58
3. "Tell Me What We're Gonna Do Now" (Instrumental) – 4:23

## Classifiche
| Chart (2007)                         | Peak position |
| ------------------------------------ | ------------- |
| Brazil Hot 100 Singles               | 12            |
| Billboard Billboard Canadian Hot 100 | 53            |
| Canadian BDS Airplay Chart           | 71            |
| Dutch Top 40                         | 23            |
| German Singles Chart                 | 96            |
| Japan J-Wave Tokio Hot 100           | 61            |
| Romanian Singles Chart               | 60            |
| Swiss Singles Chart                  | 66            |
| UK Singles Chart                     | 84            |
| UK Urban Singles Chart               | 7             |
| U.S. Billboard Hip-Hop Songs         | 64            |
| U.S. Billboard Hot Adult R&B Airplay | 19            |